# Viikusjärvi
Viikusjärvi är en liten by i södra delen av Karesuando socken, Kiruna kommun. Byn ligger i Torne lappmark.
Viikusjärvi ligger cirka 23 kilometer ostsydost om Lannavaara, vid sjön Viikusjärvis södra ände. Området är sedan gammalt en del av Vittangi skogssameby och är den så kallade Viikusjärvigruppens huvudviste.
För att komma till Viikusjärvi följer man, från E45, vägen mot Lannavaara österut. Från sistnämnda ort går en enskild väg till Viikusjärvi (cirka 23 kilometer). Gränsen mellan Vittangi och Karesuando församlingar går cirka 3 km väster om Viikusjärvi. Vägen till Viikusjärvi byggdes 1981.
Nordväst om byn, på sjön Viikusjärvis västra sida, ligger berget Viikusvaara och väster härom flyter vattendraget Saankijoki rakt söderut mot Lainioälven.
I mars 2021 fanns det enligt Ratsit fem personer över 16 års ålder som var registrerad med orten som adress.

## Historia
Området runt omkring Viikusjärvi har troligen används av nomadiserade samer under lång tid. Viikusjärvi grundades på 1700-talet av en finsk nybyggare men består till stor del idag av bostadshus byggda på 1950-talet.